# Джулфаев, Алаверди Абасович
Алаверди Абасович Джулфаев (азерб. Allahverdi Abasoviç Culfayev) — азербайджанский спортивный и общественный деятель, главный тренер сборной Азербайджана по паралимпийскому плаванию. Заслуженный тренер Азербайджана по плаванию.

## Биография

### Детство и юность
Алаверди Джулфаев родился в 1965 году в Тбилиси. До третьего класса был отличником, однако в 10 лет, будучи учеником четвёртого класса, Алаверди начал терять зрение. По его словам, даже очки ему не помогали. Чтобы он мог писать, линии тетради обводили жирным. Позднее Джулфаев практически перестал видеть и поэтому стал ходить в школу для инвалидов. Поскольку в Тбилиси такие школы были только на грузинском языке, его младшая тётя, которая жила в Баку, записала Алаверди в специальную школу в Баку для детей с потерей зрения. Здесь он учился как на русском, так и на азербайджанском языках. Поскольку в Грузии Алаверди получал образование на русском, то и в Баку стал учиться на русском языке. Для восстановления зрения с 1965 по 1970 год Алаверди лечился. Даже 1-2 раза в год лечился в Одесском институте глазных болезней. Но всё было бесполезно.
После окончания интернат-школы Алаверди подал документы в ВУЗ, однако не смог пройти конкурс, несмотря на хорошие оценки. Не поступив, Джулфаев уехал в Грузию работать. Здесь он работал на производственно-исследовательском предприятии Общества слепых. Работая, он готовился к вступительным экзаменам в ВУЗ, заказывал из Москвы книги, написанные шрифтом Брайля. В следующем году Джулфаев снова подал документы и поступил на юридический факультет Азербайджанского государственного университета. В 1979 году окончил университет с красным дипломом. С тех пор преподаёт в Бакинском планово-экономическом техникуме (ныне — Бакинский социально-экономический колледж) гражданское и трудовое право. Также Алаверди Джулфаев является главным юристом Бакинской музыкальной академии.

### В профессиональном спорте
До учёбы в университете Джулфаев занимался спортом на любительском уровне, однако после окончания ВУЗа начал заниматься им профессионально. Был членом сборной СССР по лёгкой атлетике для спортсменов с нарушением зрения. В 1983 году занял первое место на чемпионате страны в Ереване, а в 1988 году — второе место в Белоруссии. По словам Джулфаева, ему несправедливо присудили второе место, а первое — белорусскому спортсмену. Когда Джулфаев выразил протест, ему, по его словам, сказали чтобы «не шумел, иначе лишат и второго места».
В 1979 году Алаверди принял участие в чемпионате СССР по плаванию Алма-Ате, а в 1981 году на соревнованиях в Волгограде занял четвёртое место. В 1984 году занял пятое место в чемпионате СССР, проходившем в Узбекистане, в городе Навои. В 1985 и 1986 гг. Джулфаев стал победителем соревнований по лёгкой атлетике по Закавказью. В 1986 году по результатам тренировочных сборов в городе Невинномысск, Джулфаев был принят в сборную СССР, став первым азербайджанцем в паралимпийской сборной Советского Союза. В 1987 году выступал в двух дисциплинах на чемпионате Европы в Москве, где завоевал бронзовую медаль.
В 1988 году Алаверди Джулфаев готовился к Паралимпийским играм в Сеуле. Однако из-за начавшегося на Кавказе Карабахского конфликта, он и вместе с ним спортсмены из Грузинской и Армянской ССР были исключены из сборной «до разрешения конфликта».

### В Паралимпийском комитете Азербайджана

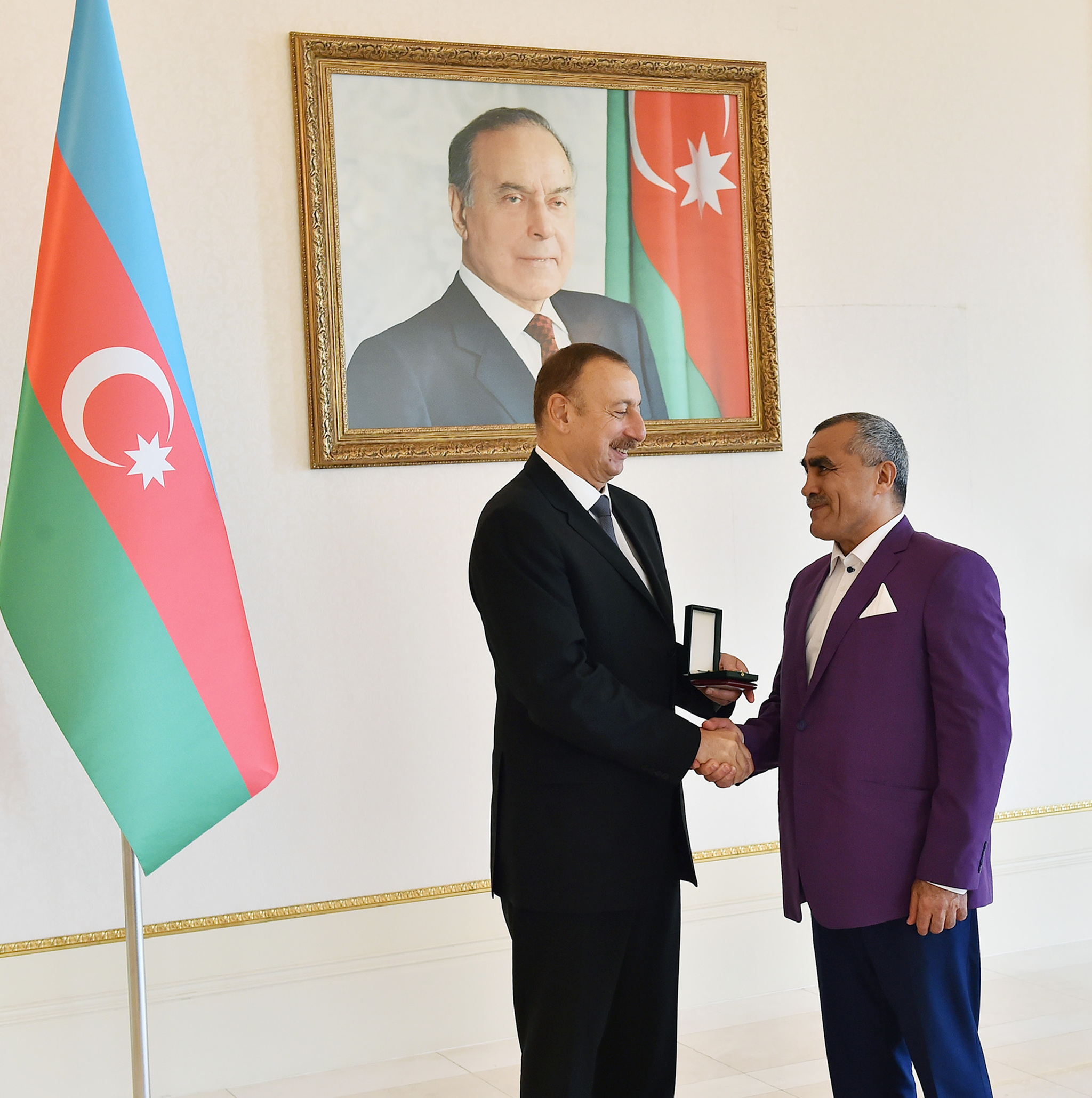
Президент Азербайджана Ильхам Алиев вручает Джулфаеву медаль «Прогресс». 23 сентября 2016

В 1996 году был создан Национальный паралимпийский комитет Азербайджана. В 2008 году Джулфаев обратился в комитет с просьбой принять его в качестве тренера по паралимпийскому плаванию, сказав, что приведёт с собой нескольких физически ограниченных спортсменов, с которыми будет заниматься. Генеральный секретарь комитета Афиг Сулейманов согласился и в 2009 году Джулфаев начал тренировать молодых спортсменов. Среди его учеников были Кянан Пиризаде, Сергей Плужников, Натали Пронина, которых Джулфаев подготовил к международным соревнованиям.
С Натали Прониной Джулфаев познакомился в 2009 году. Она занималась плаванием с детства и даже представляла Азербайджан на Олимпийских играх в Афинах, но из-за проблем со зрением перешла в паралимпизм. В 2011 году она удачно выступила в Дании. В сентябре же 2012 года на Паралимпийских играх в Лондоне выиграла одну золотую и четыре серебряные медали. Распоряжением президента Азербайджана Ильхама Алиева от 14 сентября 2012 года Джулфаев за высокие достижения на XIV летних Паралимпийских играх в Лондоне, а также за заслуги в развитии азербайджанского спорта был награждён орденом «Шохрат» («Слава»). В декабре этого же года Джулфаев стал главным тренером паралимпийской сборной Азербайджана по плаванию.
В связи с 20-летием создания Национального паралимпийского комитета Азербайджана в соответствии с распоряжением президента Азербайджана от 3 февраля 2016 года Алаверди Джулфаев был награждён Почётным дипломом.
В 2016 году сборная Азербайджана по плаванию взяла на Паралимпийских играх в Рио-де-Жанейро три серебряные медали. Распоряжением президента Азербайджана от 21 сентября 2016 года за высокие достижения, завоеванные на XV летних Паралимпийских играх в Рио-де-Жанейро, а также заслуги в развитии азербайджанского спорта главный тренер сборной Алаверди Джулфаев был награждён медалью «Прогресс».
19 декабря 2019 года указом президента Азербайджанской Республики за высокие заслуги в паралимпийском движении Джулфаев Алаверди Абасовичу была назначена персональная президентская стипендия.
На Паралимпийских играх 2020 в Токио подопечные Джулфаева Роман Салей и Вели Исрафилов стали чемпионами. Распоряжением президента Азербайджанской Республики Ильхама Алиева от 6 сентября 2021 года Алаверди Джулфаев за высокие достижения на XVI летних Паралимпийских играх в Токио и заслуги в развитии азербайджанского спорта был награждён орденом «Труда» III степени, при чем на XVI летних паралимпийских играх в Токио 2020, завоевав три золотые медали, Роман Салей стал трехкратным паралимпийским чемпионом, что является невиданным случаем в истории спортивного движения Азербайджана.
На Паралимпийских играх 2024 в Париже подопечные Джулфаева взяли 4 медали: 1 серебро и 3 бронзы. Распоряжением президента Азербайджанской Республики Ильхама Алиева от 10 сентября 2024 года Алаверди Джулфаев за высокие достижения на XVII летних Паралимпийских играх в Париже и заслуги в развитии азербайджанского спорта был награждён орденом «Труд» II степени.